# Cotton Club
El Cotton Club fue un club nocturno de Nueva York (Estados Unidos) que se mantuvo abierto durante la Ley Seca de los años 1920.
Fue fundado en 1920 en Harlem, en el barrio negro de Manhattan, aunque generalmente denegaban la admisión a los consumidores afroamericanos. El club fue abierto por el campeón de los pesos pesados Jack Johnson, y el contrabandista y gánster Owney Madden que adquirió el club en 1923 mientras estaba encarcelado en Sing Sing y cambió el nombre del local al de Cotton Club. 
Fue un club mítico en la época ya que era el escaparate de las principales novedades musicales, como Fletcher Henderson, Duke Ellington, Count Basie, Bessie Smith, Cab Calloway, The Nicholas Brothers, Ella Fitzgerald, Louis Armstrong, Nat King Cole, Billie Holiday o Ethel Waters. Los domingos eran frecuentes las "Celebrities Nights", a las cuales asistían de público personas destacadas de la política y la cultura, como Jimmy Durante, George Gershwin, Al Jolson, Mae West, Irving Berlin, Eddie Cantor, el alcalde de Nueva York Jimmy Walker u otras celebridades.
El club estuvo cerrado brevemente en el año 1925 por la venta ilegal de licor. Volvió a abrir sin la constante presión de la policía. Madden volvió a ser encarcelado en Sing Sing en 1933, pero con el privilegio de que de vez en cuando las bailarinas y strippers podían acudir a deleitarlo.
El club cerró definitivamente en 1940, posteriormente se reabrió otro club en el mismo sitio con el nombre de Latin Quarter, hasta que se derribó el edificio en 1989 para construir un hotel. Se abrió un nuevo Cotton Club en Harlem en 1978, pero en la calle 125.